# Краудсорсинг
Краудсо́рсинг (англ. crowdsourcing, crowd — «гурт» і sourcing — «походження, виробництво») — передача певних виробничих функцій невизначеному колу осіб (на підставі публічної оферти, без укладання трудового договору).

## Загальний опис
Кравд-технології (краудсорсинг, краудфандинг) — це інструмент для вирішення завдань бізнесу. Є можливості застосування кравд-технології в маркетинговій діяльності підприємств. Важливі напрямки застосування кравд-технології в діяльності підприємства. Стратегія кравдмаркетингу передбачає управління споживачем в мережевих співтовариствах, комунікаційну модель управління споживачем в мережі та методи збуту в мережі Інтернет. Основним результатом стратегії кравдмарктенгу є отримання клієнта-партнера. Взаємодії з іншими споживачами підсилює управлінський вплив компанії.
Термін вперше введений письменником Джефом Гоуї (англ. Jeff Howe) і редактором журналу «Телеграфом» (Wired) Марком Робінсоном (англ. Mark Robinson). У порівнянні з автсорсинґом, де певні функції компанії виконуються сторонньою організацією на підставі угоди за гроші, в краудсорсингу платити ні за що не потрібно (або виплачуються мінімальні суми). Усю необхідну роботу роблять неоплачувані або малооплачувані фахівці-аматори, які витрачають свій вільний час на створення контенту, розв'язання проблем або навіть на проведення досліджень та розробок.
Краудсорсинг — це частина того, що Ерік фон Гіппель (англ. Eric von Hippel) називає «інновацією з розрахунку на користувача». Виробники покладаються на користувачів не тільки у питанні формулювання потреб, але й у визначенні продуктів і вдосконалень, які б задовольнили ці потреби. Краудсорсинг виник з розрахунку на передбачуване бажання споживачів безкоштовно або за невелику ціну поділитися своїми ідеями з компанією, виключно через бажання побачити ці ідеї втіленими у виробництві.
Журнал «Sloan Management Review» опублікував статтю Сусуму Огави, професора маркетингу в Університеті Кобе в Токіо, і Френка Піллера, професора Мюнхенської бізнес-школи, на цю тему. Два професори досліджували, як компанії «зменшують ризик управління товарним виробництвом», використовуючи повсюдні дешеві інформаційні технології для залучення людей зі сторони до процесу розробки дизайну.

## Приклади краудсорсингу

### Procter & Gamble
Компанія «Procter & Gamble» на сайті «InnoCentive» публікує проблеми, які вона не може вирішити сама, пропонуючи натомість великі грошові винагороди понад 160 тисячам осіб, які є неофіційними безкоштовними співробітниками компанії.

### Threadless
«Threadless» — компанія з виробництва футболок у Чикаго. Процес розробки дизайну складається виключно з проведення он-лайн конкурсів. Щотижня компанія отримує сотні ідей від аматорів і професійних художників. «Threadless» публікує ці малюнки на своєму сайті, і кожен зареєстрований користувач може оцінити ту чи іншу футболку. Щотижня у виробництво запускається від чотирьох до шести найпопулярніших дизайнів, але тільки після того, як достатньо велика кількість покупців зробить попереднє замовлення, щоб не зазнати збитків.
Переможці щотижня отримують 2000 доларів та різні призи, проте справжньою мотивацією є бажання побачити свою роботу запущеною у виробництво. На етикетці кожної футболки Threadless друкує ім'я розробника. Для дизайнерів це творча віддушина, для покупців — додатковий вибір. Компанії не потрібно наймати команду дизайнерів, при цьому вона вкладає гроші тільки у перевірені, попередньо замовлені дизайни, а це є значним зниженням ризику.

### «Muji»
«Muji» — японська меблева компанія. Через корпоративний сайт компанія збирає нові радикальні ідеї для своїх виробів через базу, до якої входить близько півмільйона членів. Потім Muji просить їх оцінити дизайни. Список найпопулярніших ідей передається професійним дизайнерам, які розробляють безпосередньо самі вироби.
Потім компанія тестує ринок, збираючи попередні замовлення замість того, щоб збирати фокус-групи, проводити опитування або використовувати інші традиційні методики дослідження ринку. Простіше кажучи, якщо 300 чоловік зроблять попереднє замовлення, виріб надійде в продаж.
На сайті «Muji» є сторінка, на якій рекламуються її найпопулярніші товари: лампа, яку можна прикріпити до узголів'я ліжка, де немає розетки; настінні полиці для орендарів, які кріпляться без цвяхів; невеликий стілець-брязкальце кубічної форми, який можна використовувати в різних положеннях — і продаж якого у 50 разів вище від усіх інших виробів «Muji» разом узятих.

### Публікація фото злочинців у ЗМІ для упізнання і пошуку
Така практика популярна в усьому світі. У ряді випадків оголошується винагорода за повідомлення будь-якої корисної інформації.

### Людино-орієнтований методмоделювання, як форма соціальної організації
У деяких випадках людино-орієнтований метод моделювання, як форма соціальної організації часто виявляється більш надійним і продуктивним, ніж традиційні форми організацій. Річ у тому, що всередині організацій існують певні правила, які підтримують більш-менш фіксовану структуру, функціональність і стабільність інституції. Кожна організація — ніби механізм, а її члени, люди — складові частини механізму. З усім тим, це обмежує свободу співробітників і часто є причиною стресу. Багатьом людям, на відміну від механічних частин, важко адаптуватися до певної фіксованої ролі, яка буде найбільше сприяти розвитку організації. Проєкти людино-орієнтованого моделювання пропонують розв'язання цієї проблеми у наступний спосіб: вони адаптують організаційну структуру відповідно до людських почуттів, бажань, творчих задумів, щоб використовувати їх максимально ефективно та у конструктивному руслі. Це зменшує залежність від правил і зобов'язань організації, та робить людей щасливішими.

### Найвідоміші приклади краудсорсингу
- «Microsoft» — транснаціональна компанія з виробництва програмного забезпечення для обчислювальної техніки. Використовує метод краудсорсингу, залучаючи користувачів свого ПЗ залишити пропозиції щодо поліпшення розробок компанії на корпоративному сайті, а також проводить опитування громадської думки.